# Marie-Josèphe de Saxe (1731-1767)
Pour les articles homonymes, voir Marie-Josèphe de Saxe.
Titre
Dauphine de France
9 février 1747 – 20 décembre 1765
(18 ans, 10 mois et 11 jours)
Signature
Marie Josèphe Caroline Éléonore Françoise Xavière de Saxe (en allemand : Maria Josepha Karolina Eleonore Franziska Xaveria von Sachsen) est née à Dresde le 4 novembre 1731 et est morte au château de Versailles le 13 mars 1767. De son mariage avec Louis de France, elle est dauphine de France. Elle est la mère de trois futurs roi de France : Louis XVI, Louis XVIII et Charles X. 
Huitième des quatorze enfants d'Auguste III, roi de Pologne et électeur de Saxe, et de l'archiduchesse Marie-Josèphe d'Autriche, la princesse reçoit le même prénom que sa mère, fille du défunt empereur Joseph Ier du Saint-Empire. Elle épouse en 1747, à peine âgée de 15 ans, Louis de France, dauphin du Viennois, fils aîné de Louis XV, roi de France et de Navarre, et de Marie Leszczyńska. Elle est la mère de huit enfants dont les trois aînés moururent en bas âge, des trois derniers rois de France de la Maison de Bourbon Louis XVI, Louis XVIII et Charles X et de deux filles, Clotilde, déclarée vénérable par l'Église catholique, et Élisabeth, morte également en odeur de sainteté.
Réputée pour son intelligence, sa douceur et sa droiture, elle forme avec son mari, jeune et inconsolable veuf de l'infante d'Espagne Marie-Thérèse de Bourbon dont il avait eu une fille, Marie-Thérèse en 1746, un couple dont les débuts furent difficiles mais qui devint très harmonieux. Le dauphin étant mort prématurément, Marie-Josèphe de Saxe ne devient pas reine de France. Au contraire, les épreuves ne l'ayant pas épargnée, la triste Pepa, comme la surnommait le roi son beau-père, ayant contracté le mal de son mari, suit de peu le Dauphin dans la tombe.

## Biographie

### Une famille unie
Huitième des quatorze enfants d'Auguste III, roi de Pologne et électeur de Saxe, et de l'archiduchesse Marie-Josèphe d'Autriche, la princesse reçoit le même prénom que sa mère, fille du défunt empereur Joseph Ier. Devenue dauphine grâce à l'entregent de son oncle, le maréchal de Saxe, le vainqueur de Fontenoy qui avait circonvenu la marquise de Pompadour, favorite royale, la dauphine était très attachée à ses parents et à sa très nombreuse fratrie.
Elle fit venir à la cour de Versailles son frère préféré François-Xavier de Saxe. Espérant lui donner quelques chances d'être élu roi de Pologne après leur père, la dauphine songe à lui faire épouser Madame Adélaïde, seconde fille du roi. Le prince de Saxe, fils puîné du roi de Pologne (l'aîné est infirme) n'est pas jugé digne d'une Fille de France et « Xavier » ne sera jamais roi de Pologne mais profitera des largesses de sa sœur. Il se montrera cependant un régent compétent de 1763 à 1768 pour leur neveu Frédéric-Auguste III. Cependant Marie-Josèphe, par ses conseils permanents, finira par s'aliéner Xavier et le frère et la sœur seront brouillés pendant quelque temps ce dont la dauphine souffrira beaucoup. La princesse Christine de Saxe, sœur cadette de Marie-Josèphe, sera nommée par le roi abbesse du prestigieux chapitre des Dames Nobles de Remiremont.
Marie-Josèphe était également la sœur cadette de Marie-Amélie de Saxe, qu'elle a peu connue personnellement puisque cette princesse fut mariée dès 1738 au Roi de Naples (qui devint roi d'Espagne en 1759). Le plus jeune de ses frères, Clément Wenceslas de Saxe, devint archevêque-électeur de Trèves. Oncle maternel de Louis XVI et de ses frères et sœurs, il accueillera sur ses terres le comte d'Artois puis les émigrés français opposés à la Révolution française.
Marie-Josèphe souffrit énormément de la guerre de Sept Ans. La Saxe alors occupée par l'armée de Frédéric II de Prusse fut victime des exactions envers la famille régnante qui furent fatales à la reine de Pologne, mère de Marie-Josèphe. Dans le même temps, la reine d'Espagne, sœur de Marie-Josèphe, mourait en mettant au monde son quatorzième enfant. Le couple delphinal fut également très affecté par le décès prématuré de leur fils aîné, Louis-Joseph, duc de Bourgogne, un enfant brillant qui mourut à l'âge de 9 ans en 1761.

Marie-Josèphe et sa famille
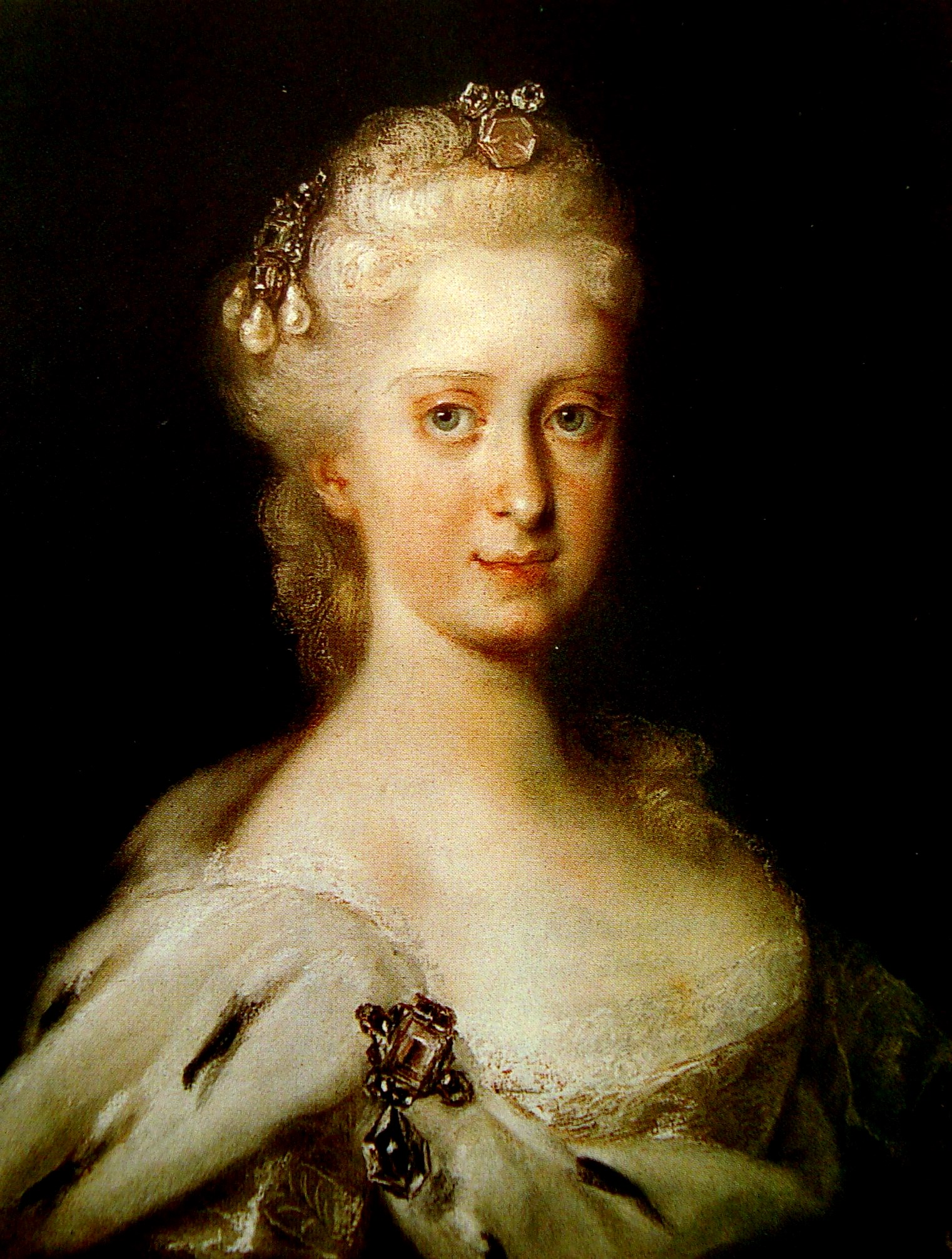
Sa mère Marie-Josèphe d'Autriche, 1720
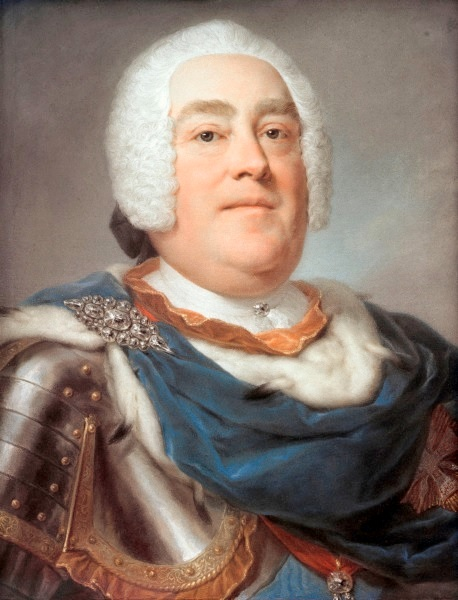
son père Auguste III de Pologne, 1745
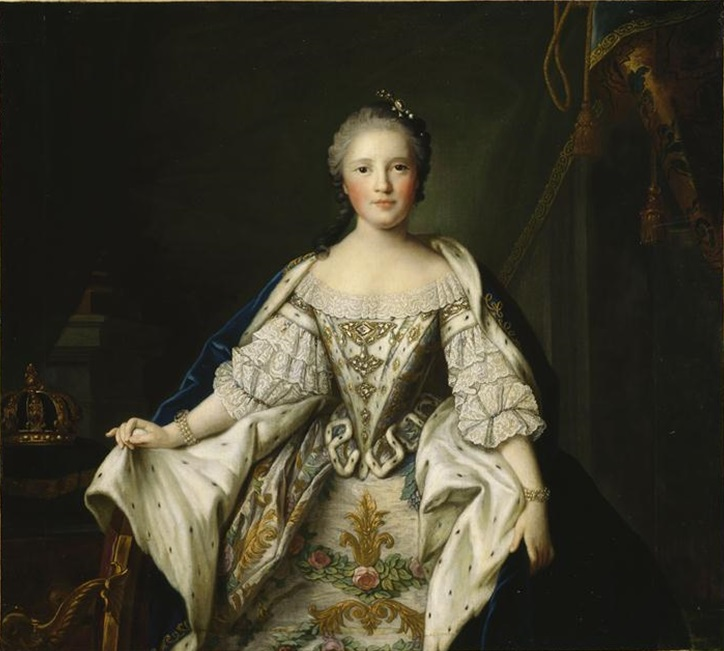
Marie-Josèphe de Saxe princesse de Pologne (1744)
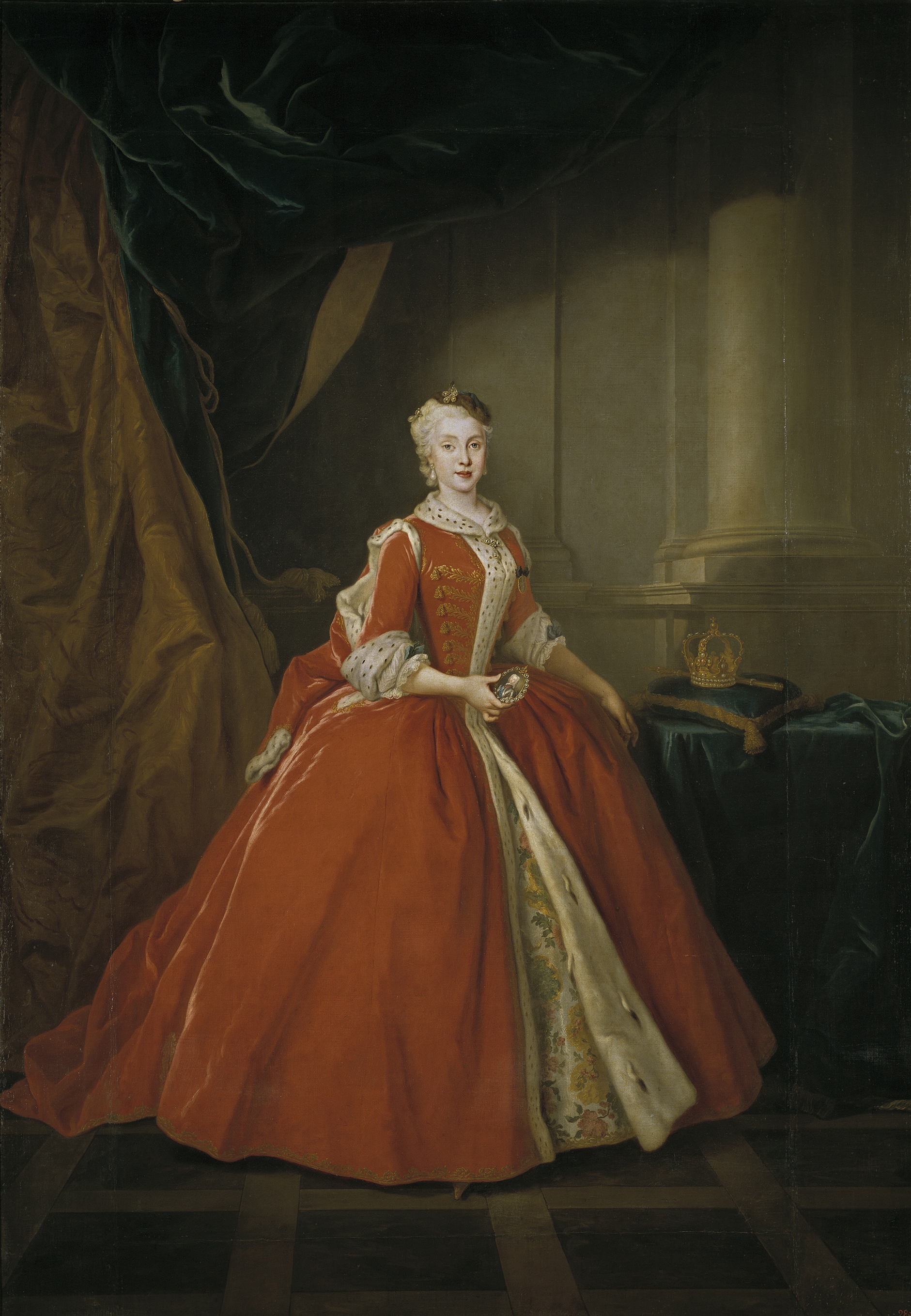
Sa sœur Marie-Amélie, 1738
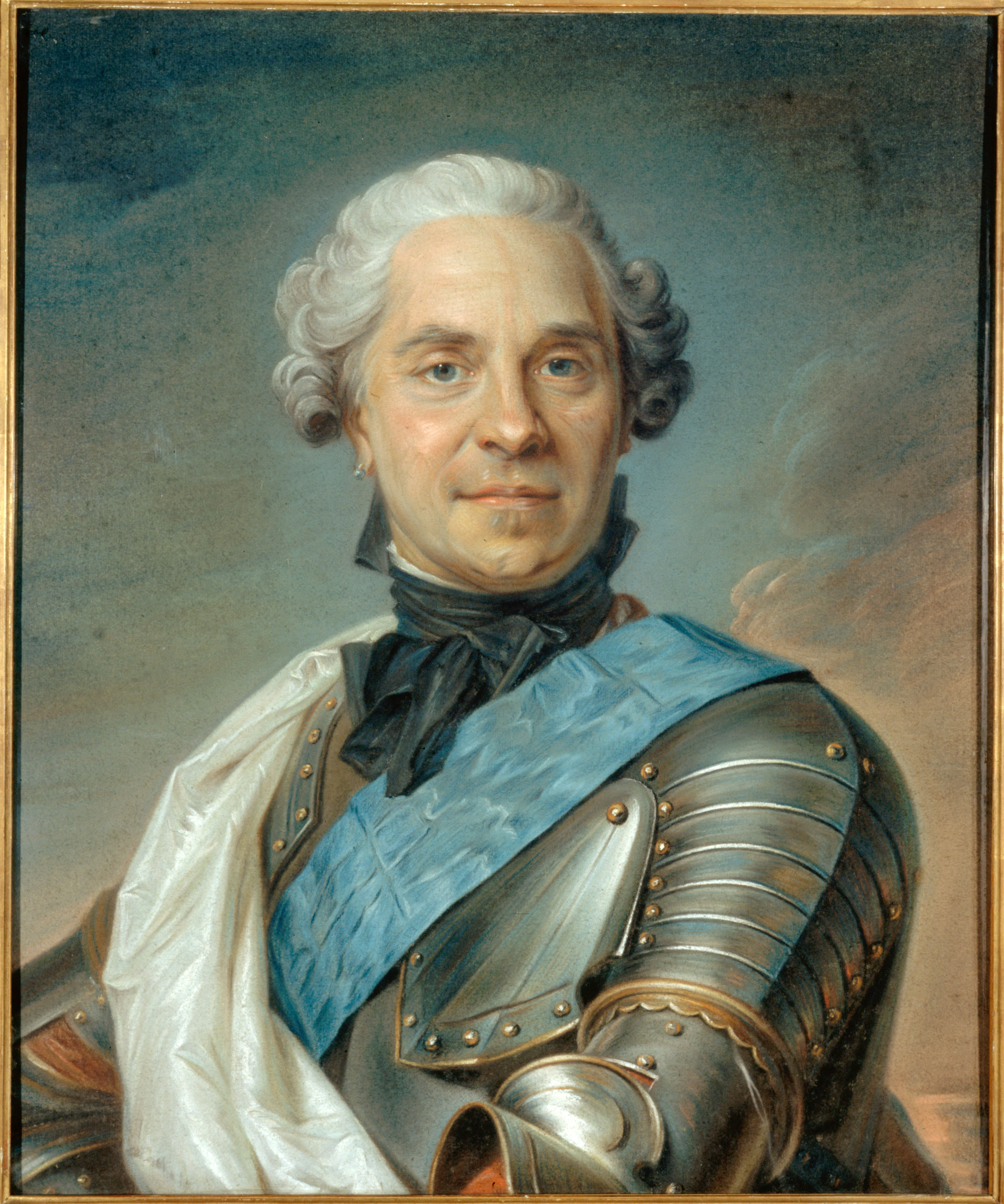
Son oncle Le Maréchal Maurice de Saxe, 1748
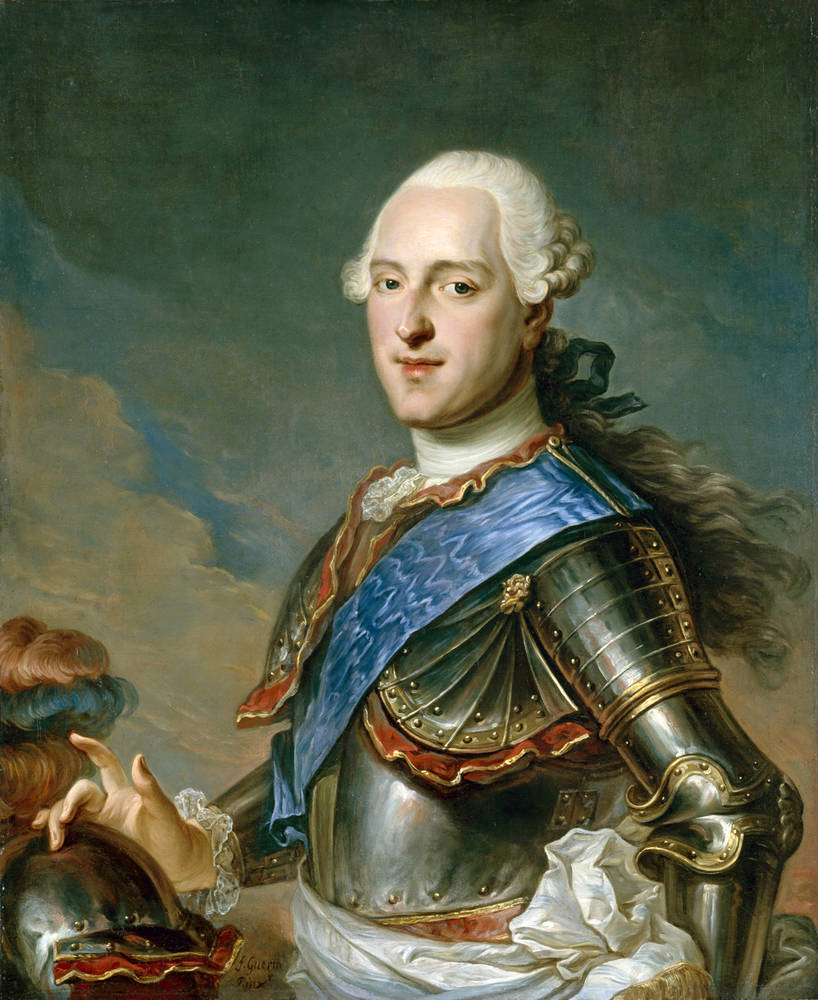
François-Xavier de Saxe, 1761 frère très aimé
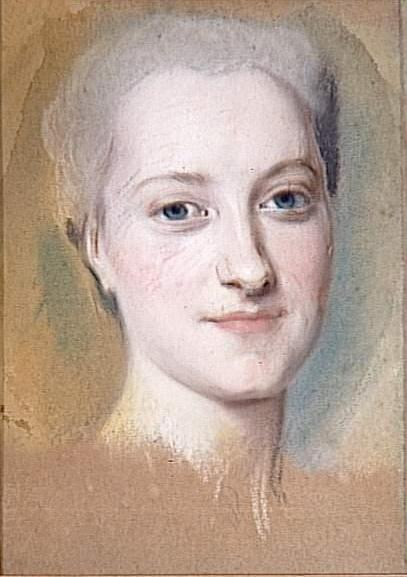
Sa sœur Marie-Christine, 1763

### Un mariage hautement diplomatique

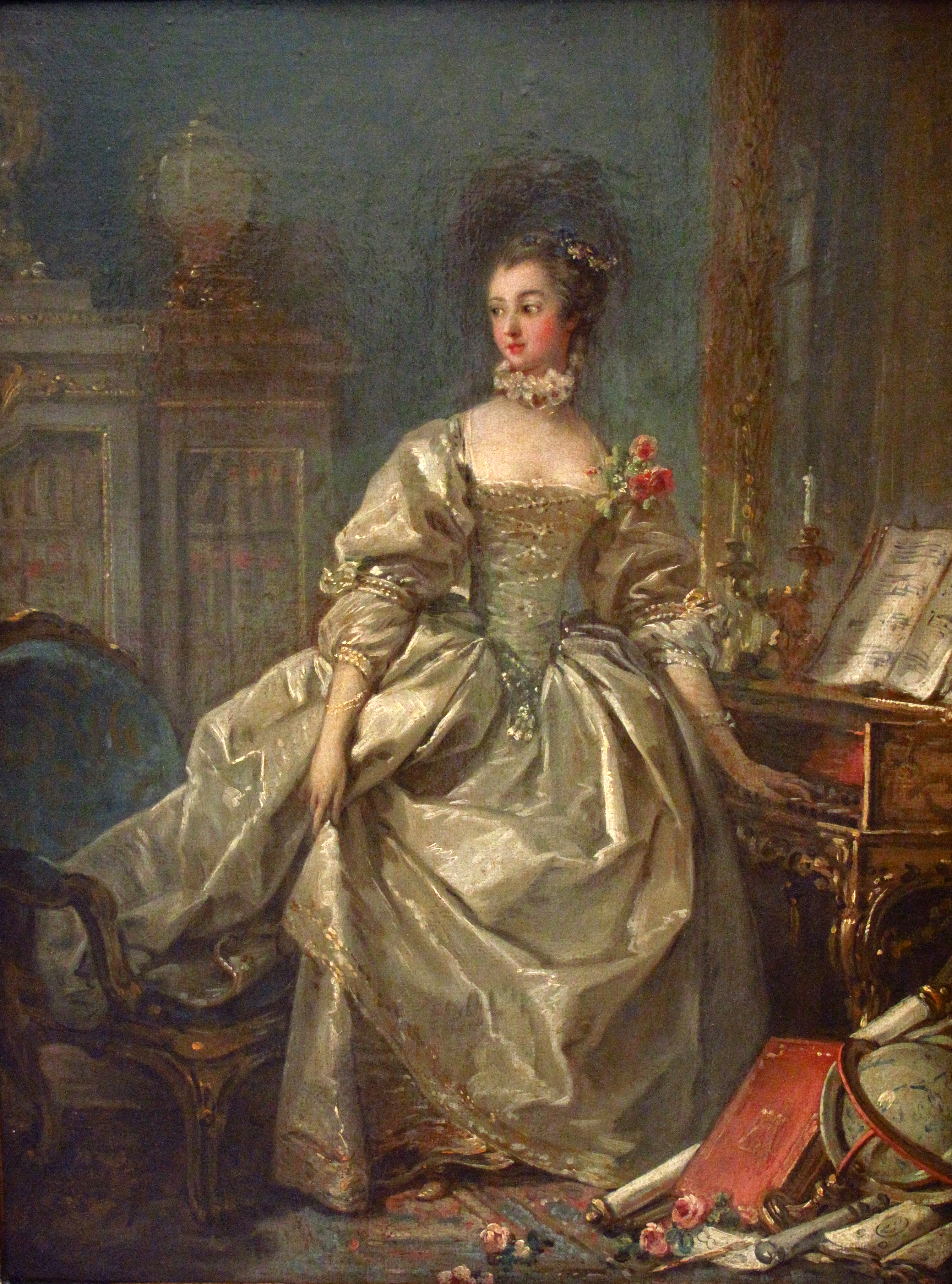
La Marquise de Pompadour

Veuf inconsolable de sa première épouse, le dauphin de 17 ans ne convola une seconde fois qu'avec la plus grande réticence. Le roi d'Espagne proposa sa plus jeune sœur, Louis XV, dont la mère Marie-Adélaïde de Savoie avait été les délices de la cour, inclinait pour une princesse de cette maison : Éléonore ou Marie-Louise de Sardaigne.
Le maréchal de Saxe — qui donna à la France des victoires et à Lyon et Paris une avenue portant son nom — était un demi-frère adultérin du roi de Pologne (et, par conséquent, un oncle « de la main gauche » de Marie-Josèphe). Il s'était mis au service de la France. Auréolé des lauriers de vainqueur de la bataille de Fontenoy, il sut s'appuyer sur les bonnes dispositions de la marquise de Pompadour, favorite royale, et put faire prévaloir ses intérêts et ceux de sa maison. La Saxe-Pologne était opposée à la France pendant la guerre de Succession d'Autriche qui dévastait l'Europe centrale depuis 7 ans, le mariage saxon permettrait une réconciliation entre la Saxe-Pologne et la France. La France, alliée de la Pologne, retrouverait son influence dans l'est de l'Europe dominée par l'Autriche et la Russie qui devenait une grande puissance.
Quant à la favorite, elle pensait avec raison qu'en favorisant ce mariage, elle éviterait de la part de la nouvelle dauphine les avanies que lui avait fait subir la précédente. La seconde dauphine ne pourrait que lui être reconnaissante de son « élévation » et serait un appui dans cette cour où la favorite rencontrait tant d'hostilité et… de concurrentes. Cependant, le mariage du dauphin Louis et de Marie-Josèphe posait un problème épineux : le grand-père de Marie-Josèphe avait été élu roi de Pologne en 1697 grâce au soutien de l'empereur et du tsar de Russie. Il avait été détrôné par le roi Charles XII de Suède en 1704. Le roi de Suède avait remplacé le roi saxon par un noble polonais à sa dévotion, Stanislas Leszczynski, père de la future reine de France Marie Leszczynska (par conséquent grand-père du dauphin Louis). Stanislas fut rapidement chassé par les troupes russes ; le grand-père de Marie-Josèphe retrouva son trône et mourut en 1733. Stanislas, devenu entretemps le beau-père du roi de France, revendiqua alors le trône polonais. De même fit le fils du roi défunt, père de Marie-Josèphe. Les deux prétendants furent élus par des factions rivales, ce qui déclencha la guerre de Succession de Pologne. Vaincu, poursuivi par les sbires du père de Marie-Josèphe qui tentèrent de l'assassiner, Stanislas regagna la France après une traversée épique du continent européen. De subtiles tractations diplomatiques mirent fin à la guerre en remodelant la carte de l'Europe. Stanislas reçut à titre de compensation et en viager les duchés de Lorraine et de Bar tandis que Frédéric-Auguste II de Saxe conservait sous le nom d'Auguste III le trône de Pologne qu'avait détenu son père sous le nom d'Auguste II. Il subsistait un sérieux contentieux entre la famille Leszczynski et la maison de Saxe.

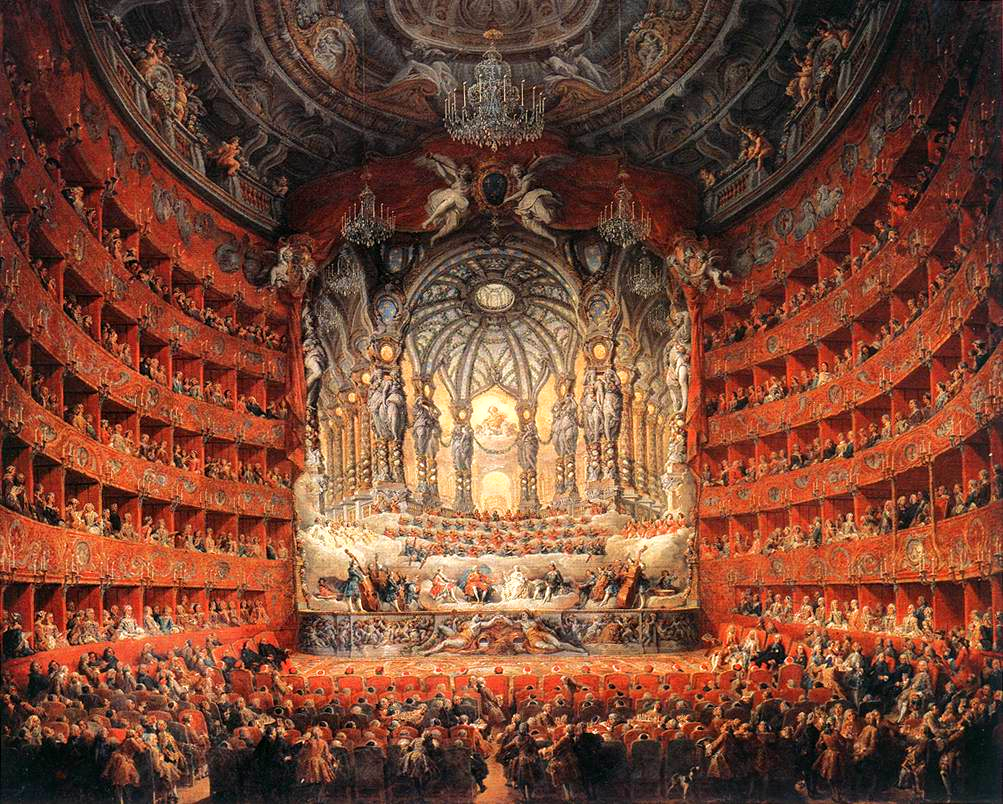
Fête musicale à Rome
pour son mariage
Giovanni Paolo Panini

Le remariage de son unique fils avec une princesse de Saxe ne pouvait qu'être ressenti comme une humiliation supplémentaire par la reine de France qui se recroquevillait déjà sur les blessures causées par ses déboires conjugaux. Il ne pourrait qu'indisposer Stanislas, grand-père du Dauphin, qui, toujours gaillard à 70 ans, passait des jours paisibles à Lunéville et Commercy. Aussi le cortège qui mena Marie-Josèphe de Strasbourg à Versailles évita-t-il soigneusement la Lorraine et le Barrois, passant par la Franche-Comté ce qui rallongea d'autant le voyage. La jeune princesse ne reçut pas un accueil chaleureux de sa pieuse belle-mère ni de son très jeune mari.
Une Fête musicale donnée par le cardinal de La Rochefoucauld pour le mariage du Dauphin fut représentée dans un tableau par Giovanni Paolo Panini. Il s'agissait alors d'infléchir la politique du Saint-Siège, plus favorable à la Maison d'Autriche.
Quant au roi Louis XV, seul maître depuis la mort du cardinal de Fleury et aux prises avec la guerre de Succession d'Autriche, il venait également d'imposer une nouvelle favorite dont les origines sociales indisposaient très fortement la cour. Madame Lenormant d'Étiolles, jolie, ambitieuse et amie de la philosophie des Lumières, était certes très riche mais elle n'était pas noble. Aussi le roi lui octroya-t-il, avant de repartir vers le champ de bataille, un titre qui lui permit d'être présentée officiellement à la cour. Ainsi, madame d'Étiolles entra au palais et dans l'histoire en tant que marquise de Pompadour. La favorite ayant du subir les avanies de la défunte dauphine, une infante d'Espagne, hautaine et rigoriste qui, avec le dauphin et ses sœurs, l'avait surnommée « Maman Putain », profita de son influence sur son royal amant pour favoriser une princesse moins fière qui ne pourrait que lui être reconnaissante de son « élévation ».
À 15 ans, Marie-Josèphe devenait après la reine la femme la plus importante de la cour la plus brillante mais aussi la plus cancanière d'Europe et intégrait une famille déchirée.

### Une famille déchirée

Son époux en 1745, ses Beaux-parents en 1748 et sa belle-sœur
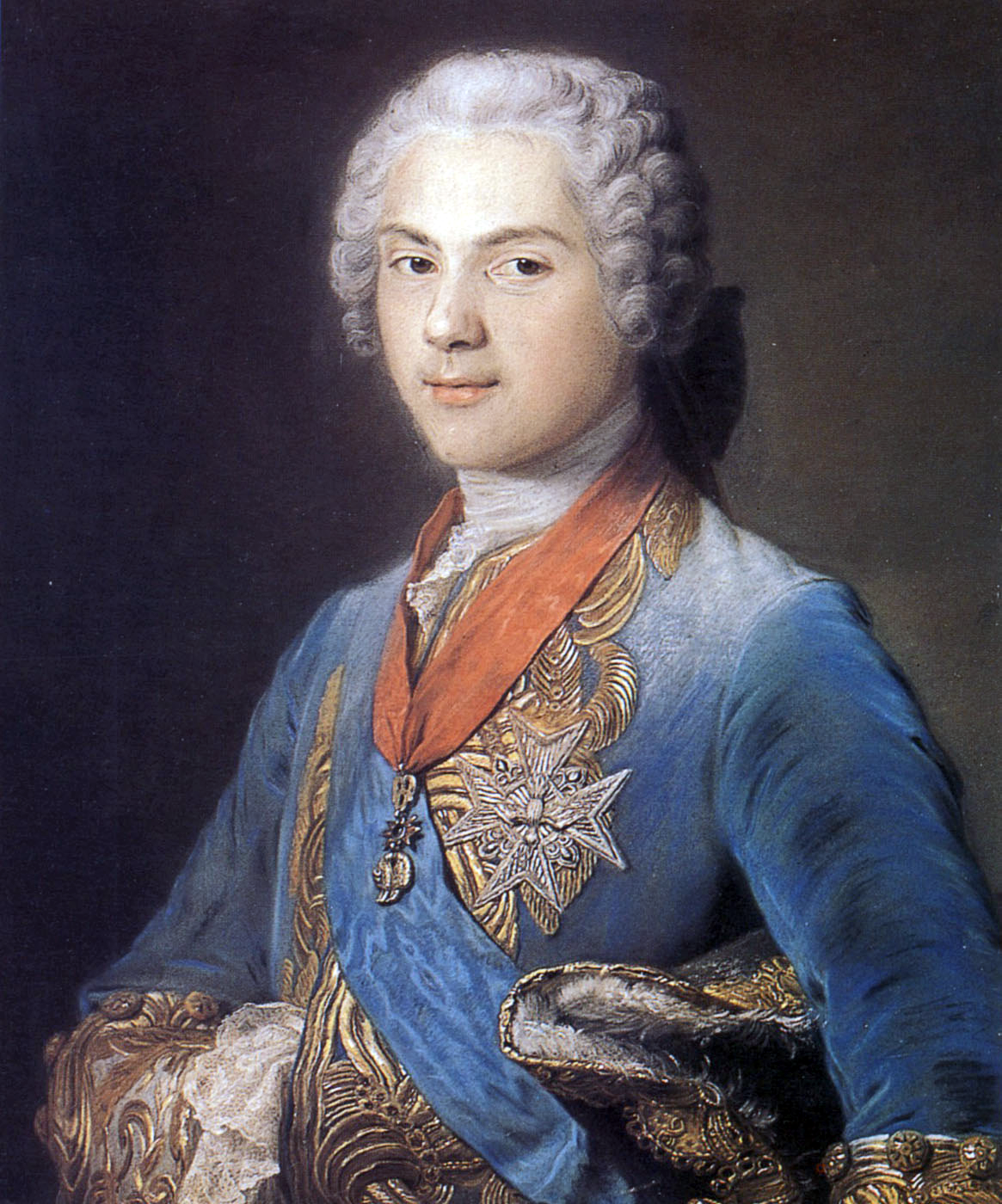
Le dauphin Louis de France, 1745   Par Quentin de La Tour,
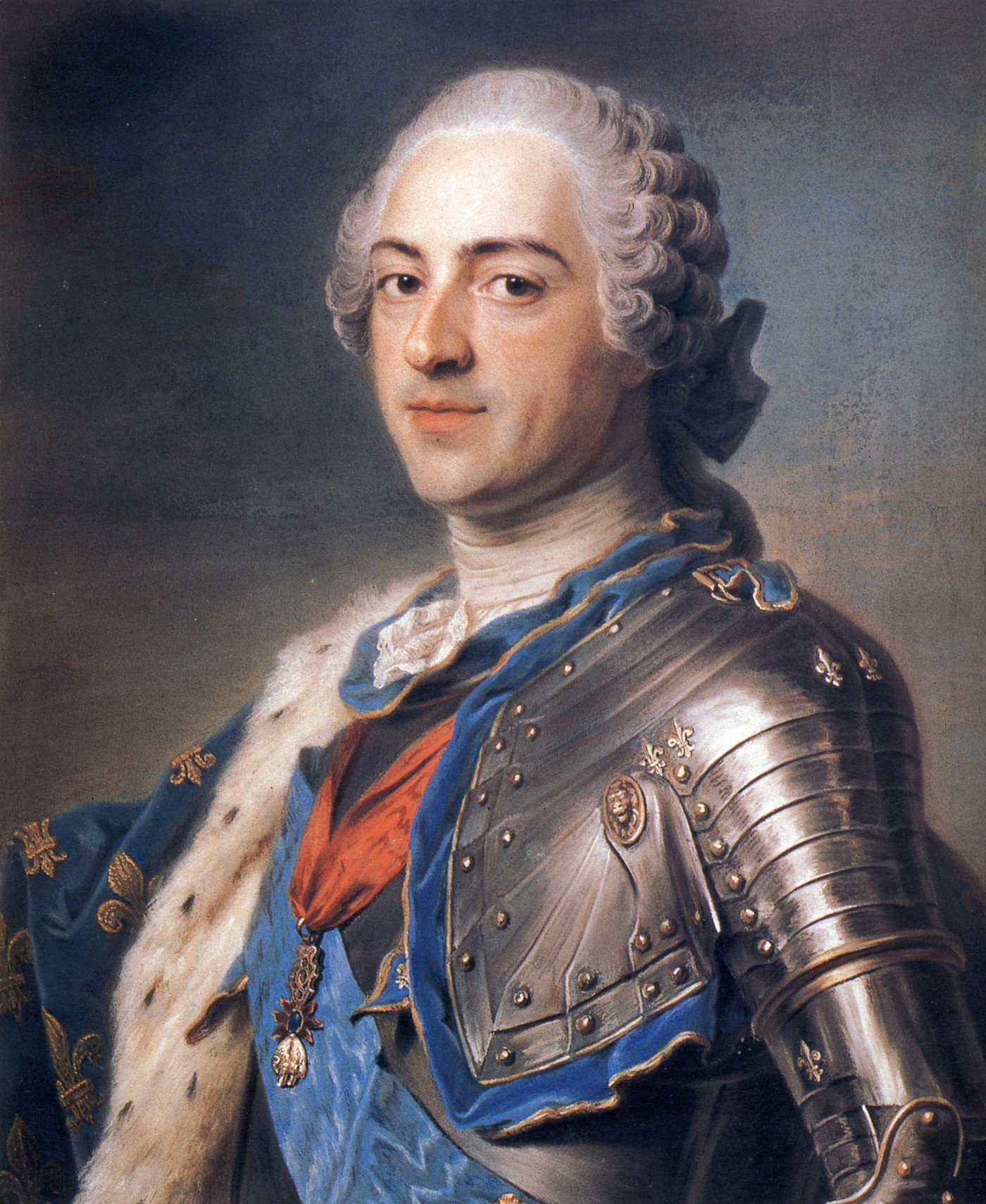
Louis XV, 1748, Par Quentin de La Tour
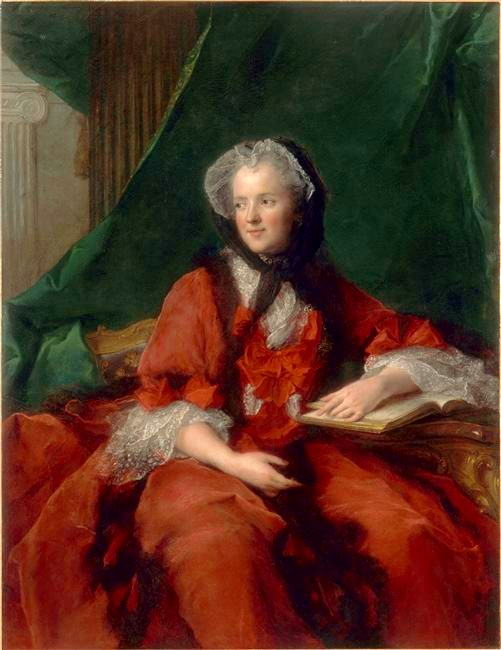
La Reine Marie Leszczynska            1748, Par Jean-Marc Nattier
Madame Henriette, 1754 la belle-sœur et amie trop tôt disparue. Par Jean-Marc Nattier

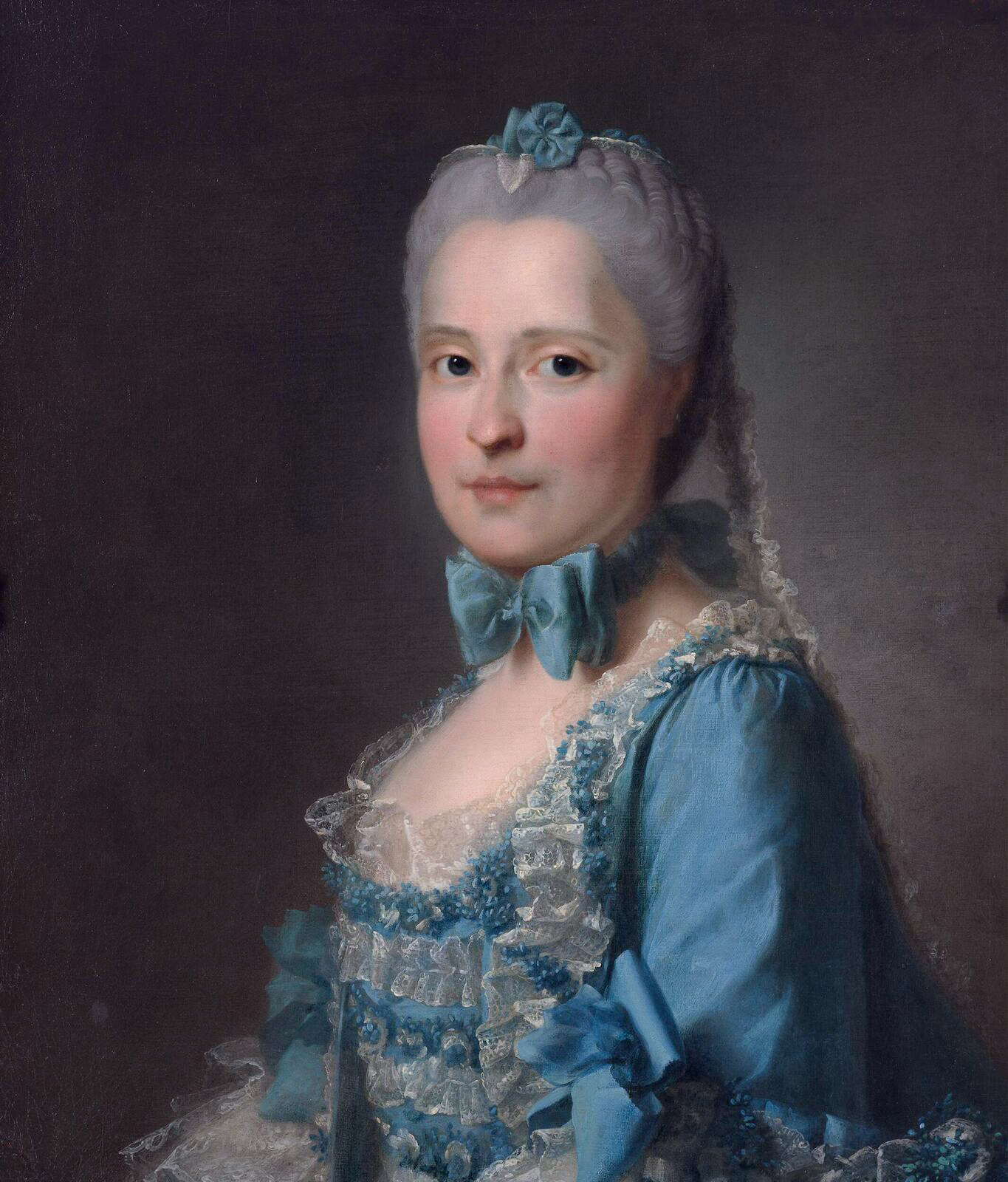
Marie-Josèphe de Saxe, 1760
Jean-Martial Frédou

À l'époque du mariage, le roi et la reine vivent séparément depuis près de 10 ans. Louis XV est un homme de 38 ans timide et blasé mais dont la beauté est célèbre. La pieuse reine Marie Leszczyńska, mère de 10 enfants et de 7 ans plus âgée que le roi, a depuis longtemps interdit sa porte à son mari pour préserver sa santé (un énième accouchement lui serait fatal d'après les médecins). Elle s'était résignée à l'échec de son mariage (qui n'était pas une alliance entre deux puissances mais l'aboutissement d'une intrigue de cour dont le roi et elle étaient l'objet). Par naïveté et méconnaissance des usages de la cour, elle avait très rapidement perdu l'estime de son mari. Recluse au milieu d'amis vieillissants, elle pratiquait les arts d'agréments et la charité mais n'oubliait pas que sa nouvelle belle-fille était issue d'une maison ennemie de la sienne.
Acquises à l'instar de leur frère, à la cause de leur mère, les filles du couple royal présentes à la cour (leurs cadettes étaient élevées à l'abbaye de Fontevrault), Mesdames, âgées de 19 et 14 ans, ne cessaient de blâmer le mode de vie de leur père et souhaitait le voir revenir à une vie plus chrétienne et moins déréglée. Le dauphin Louis, veuf de dix-sept ans, souffrant des souffrances de sa mère et « divinisé » par ses sœurs, ne savait dissimuler sa désapprobation et ne s'entendait pas non plus avec son père.
La nouvelle dauphine, surnommée Pepa, sut se concilier à la fois Mme de Pompadour, son beau-père Louis XV et sa belle-mère la reine Marie Leszczynska mais dut aussi compter avec la haine de son mari et de ses belles-sœurs pour la favorite.
C'est dans ce contexte difficile que la dauphine parvint à se faire aimer de tous, tant elle était intelligente, douce et aimante.

### Le bracelet de la dauphine
Il était de tradition que trois jours après les noces, la dauphine portât un bracelet à l'effigie de son père. La reine, souvent humiliée par les maîtresses de son mari, devrait-elle subir cet affront imposé grâce au protocole par sa belle-fille ? Le jour dit, avisant le bracelet, elle demanda à sa jeune belle-fille si c'était bien là le portrait de son père. La jeune fille acquiesça et lui montra le bijou : il représentait le portrait de Stanislas qui, depuis le mariage, était devenu le grand-père par alliance de la princesse. La Reine et la cour furent fortement impressionnées par le tact de cette jeune fille de 15 ans.
Marie-Josèphe aurait encore à faire montre de tact et de diplomatie dans sa nouvelle famille et cette cour où régnaient toutes sortes d'inimitiés et d'intrigues.
En effet, son mari, déjà veuf à 17 ans, adolescent immature et d'une moralité des plus exigeantes héritée de sa défunte épouse, morte en couches après lui avoir donné une fille, et qui ne pouvait oublier sa première épouse, traitait avec froideur la seconde dauphine imposée par la raison d'État. À force de tact, de douceur et soutenue par sa belle-sœur Madame Henriette, elle conquit peu à peu son époux et son couple fut un des plus solides de l'histoire de France. On la vit même pleurer sincèrement lorsque la petite Madame, issue du premier mariage de son époux, mourut prématurément à l'âge de deux ans.

## Le couple delphinal

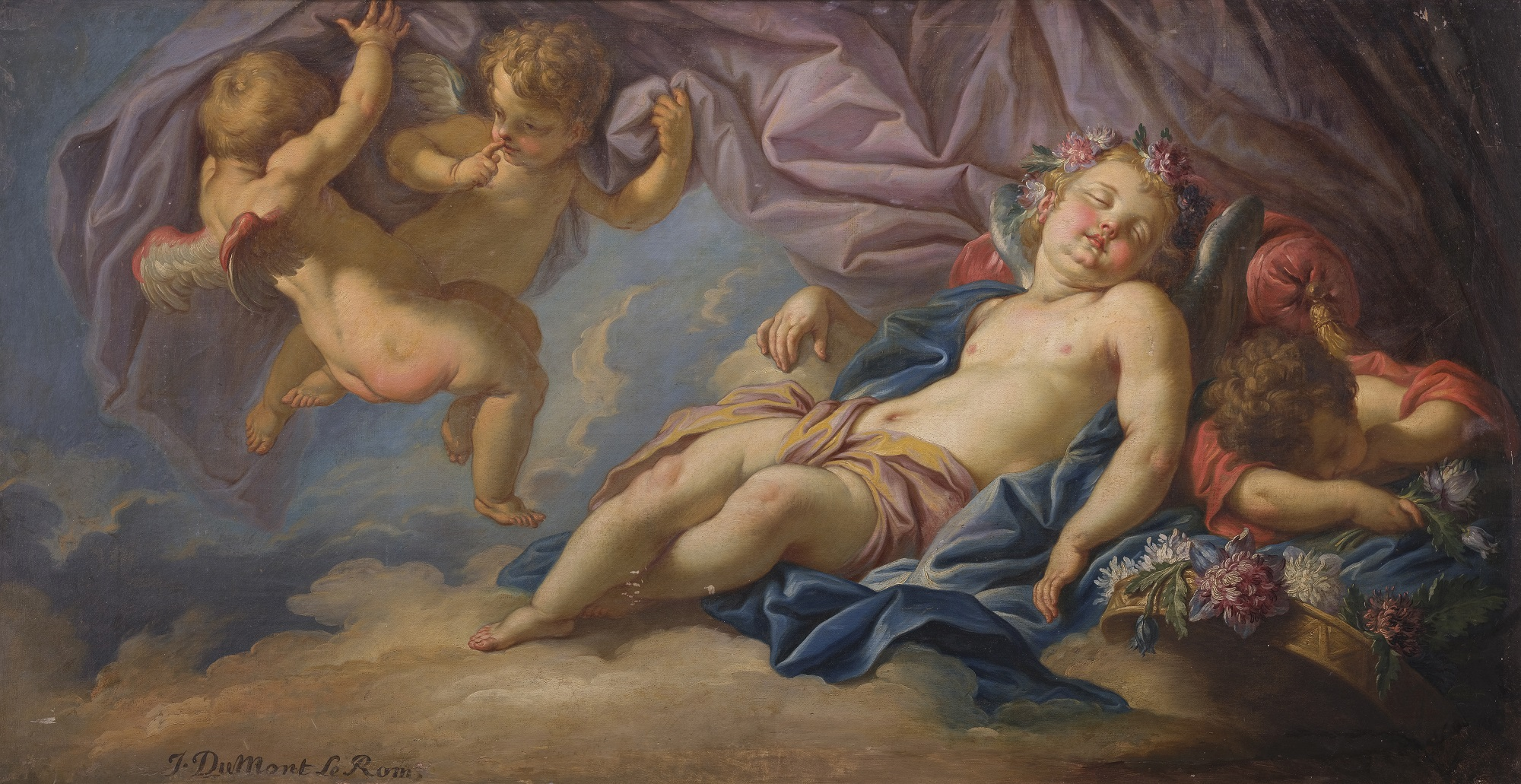
Jacques Dumont, Le Sommeil entouré de songes agréables (dessus-de-porte pour les appartements de Marie-Josèphe de Saxe à Versailles).

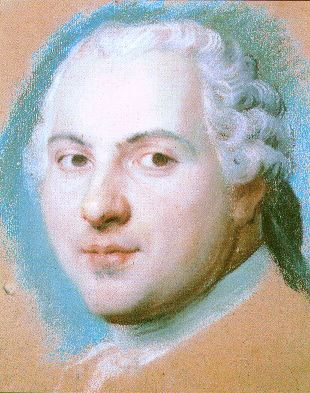
Le dauphin Louis.

Elle avait eu aussi à conquérir son mari, le dauphin Louis qui, tout à son veuvage, la fuyait voire la méprisait. À force de patience et d'attentions, mais aussi avec la complicité de sa belle-sœur, Madame Henriette, dite « Madame », car elle est la fille aînée du Roi, elle réussit à former avec son époux un couple très uni. Aussi la mort prématurée de cette jeune belle-sœur lui causa-t-elle un immense chagrin. Le Roi, dont Henriette était la fille préférée, est anéanti comme toute la famille royale. Le peuple maugrée que le décès de la jeune princesse est une punition divine.
La Dauphine confie à sa mère, la Reine de Pologne : « Outre la douleur où j'étais plongée par la perte de Madame, j'étais encore obligée d'en cacher la moitié pour ne pas augmenter celle du roi et de Monsieur le Dauphin… C'est moi malheureuse, que le roi a chargé de tout, si bien que j'ai été obligée d'ordonner tout pour le transport de son corps, et pour le deuil… Vous connaissez la tendresse et la sensibilité de mon cœur. Vous pouvez juger en quel état il est réduit… Depuis la mort de ma sœur j'ai des rages de tête affreuse… »  

Peu après la mort d'Henriette, le Dauphin est atteint de la petite vérole, maladie fréquente et qui peut mener à la mort. Marie-Josèphe soigne son mari avec dévotion, le veille jour et nuit, négligeant de s'habiller et mangeant très peu, ne refusant pas les baisers du malade dont le visage et les mains sont couverts de pustules, et qui cherche, par ce stratagème, à connaître la nature de son mal. « Je ne suis plus Dauphine, je suis garde-malade » écrit-elle. 
« On ne doit plus prendre de femmes qu'en Saxe… » s'extasie le marquis de Souvré.
Ayant conquis son mari, Marie-Josèphe souffrit avec lui de la politique que le Roi, en butte aux protestations permanentes des parlements, dut mener, tout comme du gallicanisme dont était empreint le clergé de l'époque. D'une foi profonde, Marie-Josèphe, soutenue par son premier aumônier, Aymar de Nicolaï était, comme Louis, proche du parti des dévôts. L'abbé de Nicolaï était redouté du Roi pour sa franchise un peu rude et ce n'est qu'à l'affection que le souverain porte à sa belle-fille qu'il dût d'être nommé évêque de Verdun. Le couple delphinal voyait avec justesse dans les parlements non les défenseurs du peuple contre l'arbitraire royal mais une caste de privilégiés égoïstes et démagogues. Aussi, l'expulsion des jésuites fut-elle un coup très rude.
Pendant ce temps la dauphine donnait à la France cinq princes en 6 ans et sa popularité augmentait d'autant. Le Dauphin, plus secret et peu diplomate, déplaisait par sa rigueur morale et sa franchise sans détour mais on le savait intelligent, cultivé, bon époux et bon père de famille, éloigné de toute débauche.
À l'étonnement de tous, le Dauphin n'appréciait pas la chasse, considérée comme le sport des rois et des nobles. En 1756, il tua accidentellement un de ses écuyers. Bouleversé, il renonça définitivement à ce sport et se consacra aux travaux de ferme et au jardinage. Il prit à sa charge l'éducation des enfants et des descendants du défunt. Une rente leur fut versée jusqu'à l'extinction de la famille sous la Troisième République. À un proche qui lui faisait remarquer que ce n'était pas l'usage, le prince répliqua : « Il n'est pas d'usage non plus que le Dauphin tue un Français. »
Bientôt, la princesse fut à nouveau confrontée à la maladie de son mari. En effet, pendant des manœuvres militaires, le dauphin prit froid et contracta la tuberculose. Marie-Josèphe soigna et veilla elle-même son mari jusqu'à la fin et, veuve, suivit scrupuleusement les consignes maritales en matière d'éducation de leurs enfants, ce qui ne fut pas forcément judicieux dans la mesure où elle avait elle-même de très bonnes idées qu'elle sacrifia.
Diplomate et ne partageant pas l'animosité ouverte de la première dauphine à l'égard de la marquise de Pompadour (à qui elle devait son mariage), elle contribua également à rapprocher le Roi de son fils. Louis XV adorait sa belle-fille, en qui il avait grande confiance. Réputée pour son intelligence, sa douceur et sa droiture, elle forme avec son mari un couple dont les débuts furent difficiles mais qui devint très harmonieux. Le dauphin étant mort prématurément, Marie-Josèphe ne devient pas reine. Au contraire, les épreuves ne l'ayant pas épargnée, la « triste Pepa », comme la surnommait le roi son beau-père, ayant contracté le mal de son mari, suit de peu le dauphin dans la tombe.

### La mère des derniers rois de France
Après trois années de stérilité et d'espérances trompées (et de critiques de la cour), la jeune dauphine mit au monde huit enfants entre 1750 et 1764 (et fit plusieurs fausses-couches) :
- Fils mort-né (1748) ;
- Fils mort-né (1749) ;
- Marie-Zéphyrine (1750-1755) dite Madame Royale ;
- Louis-Joseph-Xavier François , duc de Bourgogne (1751-1761) ;
- Fille mort-née (1752) ;
- Xavier-Marie-Joseph, duc d'Aquitaine (1753-1754) ;
- Louis-Auguste, duc de Berry puis dauphin, futur Louis XVI (1754-1793) épouse en 1770 Marie-Antoinette d'Autriche (1755-1793) ;
- Louis-Stanislas-Xavier, comte de Provence, futur Louis XVIII (1755-1824) épouse en 1771 Marie-Joséphine de Savoie (1753-1805) ;
- Fils mort-né (1756) ;
- Charles-Philippe, comte d'Artois, futur Charles X (1757-1836) épouse en 1773 Marie-Thérèse de Savoie (1756-1810) ;
- Marie-Adélaïde-Clotilde-Xavière, dite Madame - et même Gros-Madame - (1759-1802) épouse en 1775 Charles-Emmanuel IV (1751-1824), roi de Sardaigne et duc de Savoie ;
- Fils mort-né (1762) ;
- Élisabeth-Philippe-Marie-Hélène, dite Madame Élisabeth (1764-1794).

Son fils aîné, le duc de Bourgogne, enfant précoce, la comblait de fierté. Elle débordait pour lui d'amour maternel. De même que le dauphin, son mari, elle ne pouvait s'empêcher de le préférer à ses autres enfants (ce dont le futur Louis XVI souffrit). Sa mort, en 1761, fut pour elle une épreuve que, seule, sa piété lui permit d'accepter. Ses trois fils survivants montèrent sur le trône de France (les trois derniers rois de France). Opposée au rapprochement entre la France et l'Autriche, la dauphine n'était pas favorable au projet de mariage de son fils aîné avec l'archiduchesse Marie-Antoinette d'Autriche.

Ses enfants
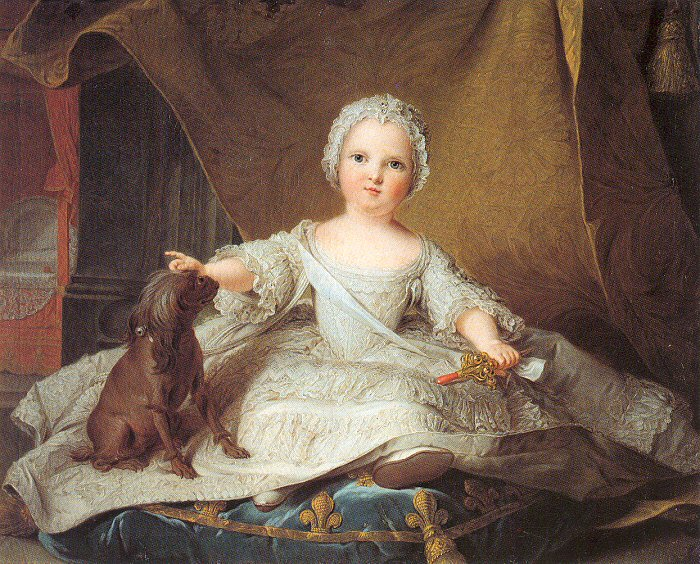
Marie-Zéphyrine, 1751 Jean-Marc Nattier
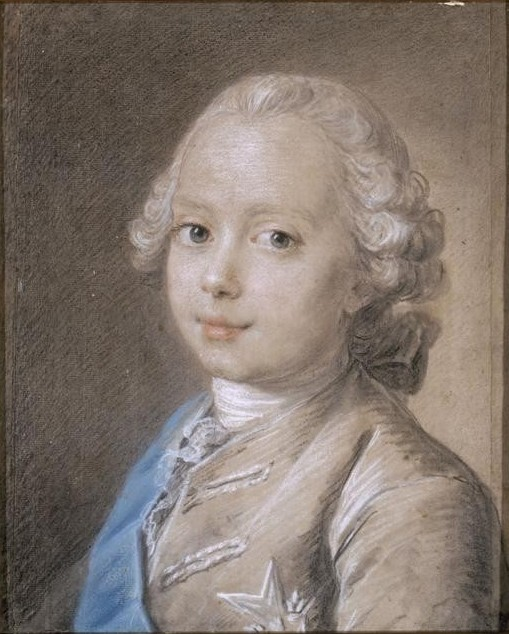
Le duc de Bourgogne par Frédou en 1760. L'enfant mourra de la tuberculose en 1761.
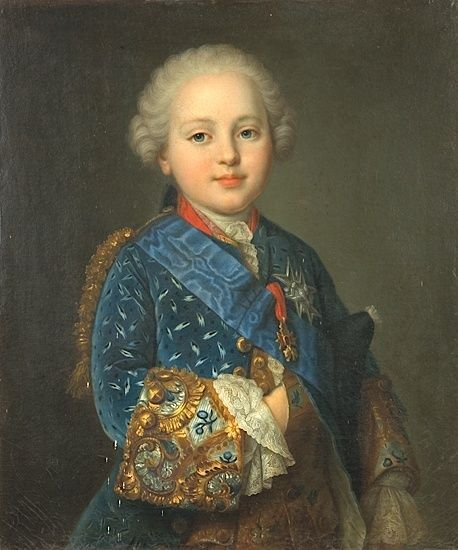
Louis-Auguste, duc de Berry, entre 1760-1762 par Jean-Martial Frédou,
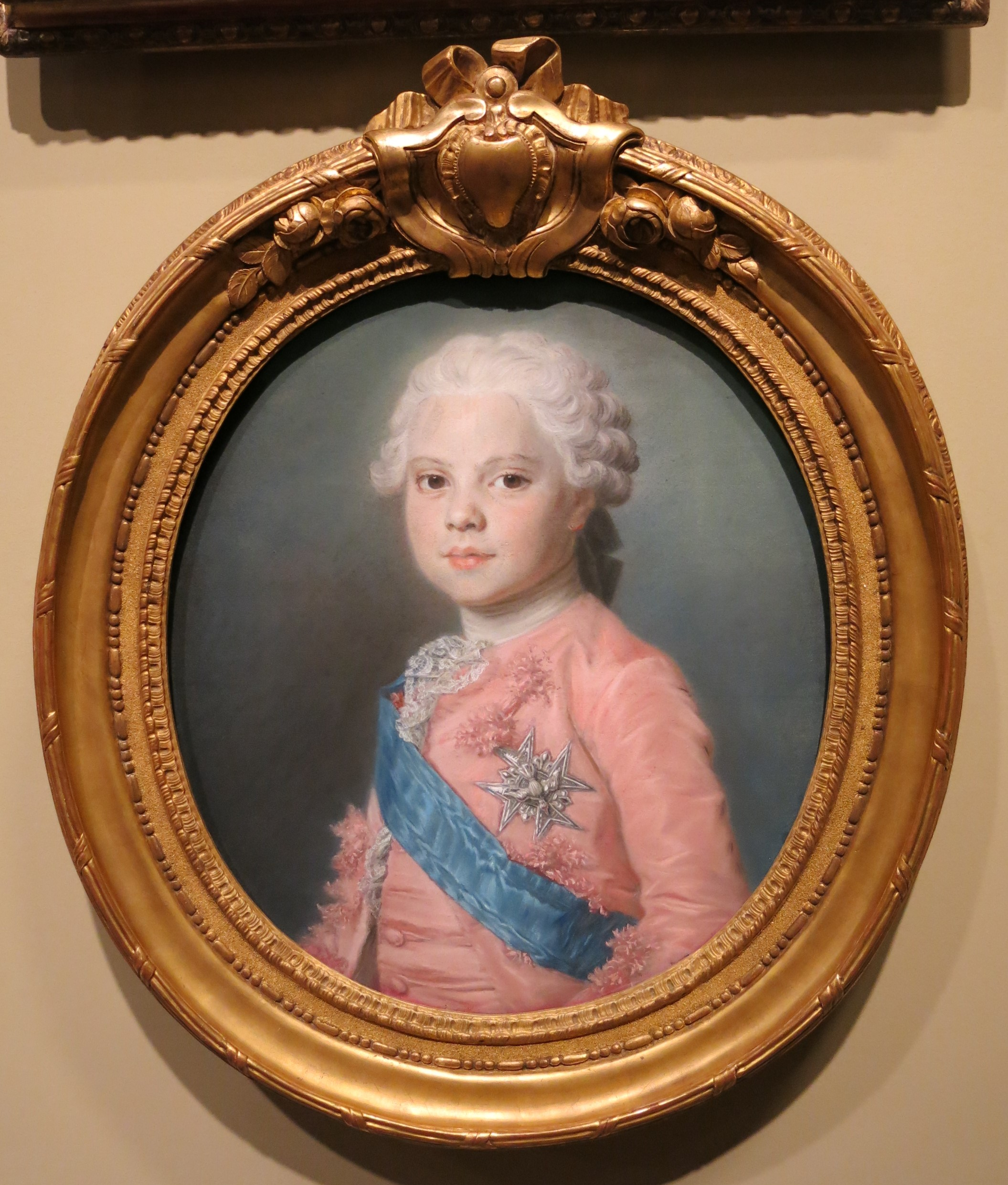
Louis-Stanislas, comte de Provence, 1762, par Quentin de La Tour
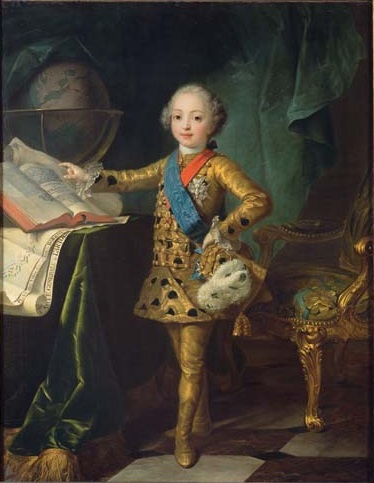
Charles-Philippe, comte d'Artois, 1765, Par Jean-Martial Frédou
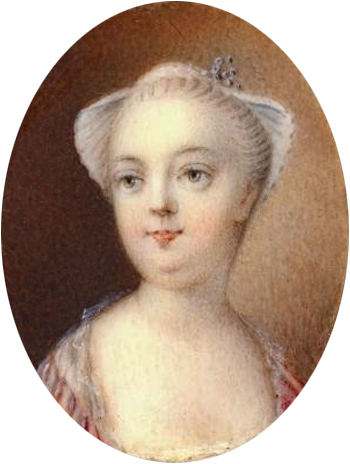
Marie-Clotilde, XVIIIe siècle
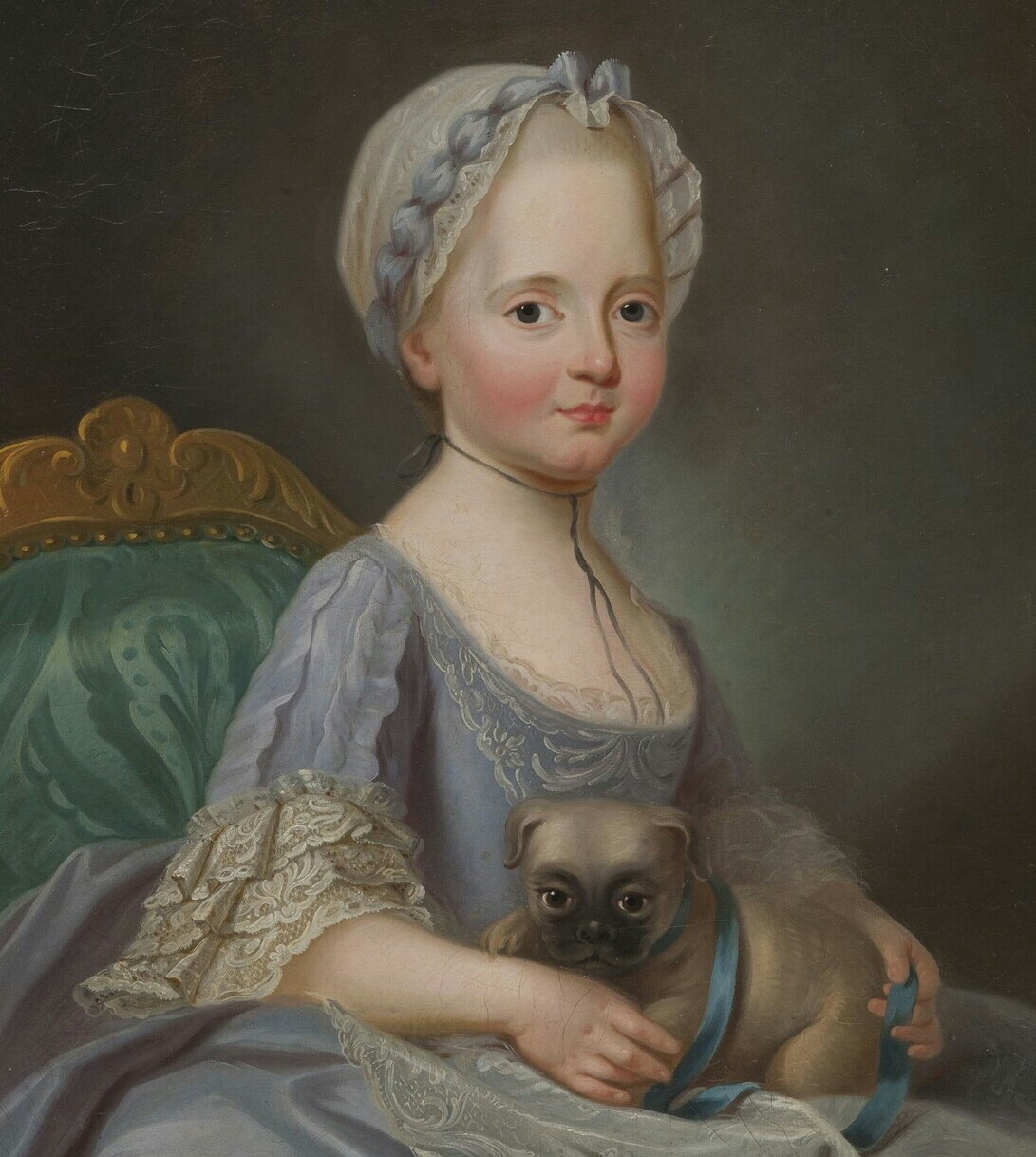
Elisabeth de France, 1770

### La tristePepa
Les épreuves ne furent pas épargnées à cette princesse que son beau-père surnomma « la triste Pepa » : mariée à 15 ans, Marie-Josèphe est d'abord critiquée pour ne pas donner d'enfants à la couronne. Elle accouchera pour la première fois après 3 ans de mariage, à 18 ans.
Quelques années plus tard, la jeune princesse, retenue à Versailles, est confrontée aux horreurs de la guerre. En 1757, son pays natal, la Saxe, est envahi et pillé par les armées du roi Frédéric II de Prusse. La mère de la dauphine, Marie-Josèphe d'Autriche, fille de l'empereur Joseph Ier, brisée par la douleur et les mauvais traitements de la soldatesque prussienne, en meurt.
Pendant ce temps l'Église de France est toujours la proie de la querelle janséniste et, en 1764, cédant aux parlementaires, Louis XV est contraint d'expulser les jésuites, au grand dam du couple delphinal.
Au cours de ces années également, les déboires et les deuils de la famille royale de France se multiplient :
- 1748 : traité d'Aix-la-Chapelle, début de l'impopularité du roi.
- 1750 : mort du maréchal de Saxe, son "oncle" et mentor à la cour.
- 1752 : mort de Mme Henriette, sa belle-sœur, à 24 ans.
- 1754 : mort de son fils Xavier, duc d'Aquitaine à 5 mois.
- 1755 : mort de sa fille aînée, Marie-Zéphyrine à 5 ans.
- 1757 : pillage de la Saxe par les Prussiens et mort de sa mère, la reine de Pologne Marie-Josèphe d'Autriche. Attentat de Damiens : le roi Louis XV survit à ses blessures.

- 1759 : mort à Versailles de Mme Élisabeth, duchesse de Parme (Madame Infante), sœur jumelle de la feue Madame Henriette.
- 1761 : mort de Louis-Joseph-Xavier François, duc de Bourgogne, son fils aîné à 9 ans.
- 1763 : 5 octobre : mort de son père, le roi Auguste III de Pologne, également Électeur de Saxe ; son frère François-Xavier de Saxe ne peut lutter face à la Russie, l'Autriche et la Prusse.
- 27 novembre : mort de sa nièce Isabelle de Parme, archiduchesse d'Autriche.
- 17 décembre : mort de son frère l'Électeur Frédéric-Christian de Saxe, laissant un héritier de 13 ans, François-Xavier, régent de l'Électorat, mais doit renoncer à la Pologne.
- 1764 : mort de la marquise de Pompadour. Suppression en France de l'ordre des Jésuites.
- 1765 : mort de son époux le dauphin Louis, à 36 ans, de tuberculose, et de son beau-frère, Philippe Ier, duc de Parme.
- 1766 : mort accidentelle du roi Stanislas Leszczynski, son grand-père par alliance. Mariage morganatique de son frère Xavier.

Marie-Josèphe ne se remit jamais de la mort du dauphin qu'elle avait soigné elle-même jusqu'à la fin. Elle contracta son mal et mourut de tuberculose le 13 mars 1767, âgée de 35 ans, laissant orphelins ses enfants, dont le petit et timide duc de Berry, futur Louis XVI, qui connaîtra un tragique destin 25 ans plus tard. Elle est inhumée avec son mari dans la cathédrale Saint-Étienne de Sens, dans l'Yonne.

## Ascendance

### Héraldique
| Figure | Blasonnement |
|        | écartelé au 1) et 4 de gueules à l'aigle d'argent, becquée, membrée, languée, liée et couronnée d'or au 2) et 3) de gueules au chevalier d'argent ornée d'or tenant un bouclier d'azur chargé d'une croix patriarcale d'or; sur le tout fascé de sable et d'or au crancelin de sinople mis en bande. |

### Citation
« Mon cœur préférera toujours son devoir à son bonheur. »

### Archives
La correspondance de Marie-Josèphe avec son frère, le prince Xavier de Saxe, (qui comprend un total de 19 lettres en allemand et 338 lettres en français de la Dauphine, écrites entre 1738 et 1767) est conservée aux Archives d'État de Dresde.